# Walter Lure
Walter Lure (né Walter Charles Luhr le 22 avril 1949 dans le Queens, New York et mort le 21 août 2020 dans le même arrondissement de la ville de New York) est un guitariste américain ayant joué pour le groupe rock  The Heartbreakers. 

## Biographie
C'est en 1975 que Johnny Thunders et Jerry Nolan, tous deux anciens New York Dolls, fondent The Heartbreakers. Walter Lure est recruté cette même année pour assurer le rôle de second guitariste.
Le groupe lance son premier album, L.A.M.F. (« Like A Mother Fucker »), en 1977. Walter Lure écrit typo
et coécrit plusieurs chansons telles que One Track Mind, Too Much Junky Business, All By Myself et Get Off The Phone. En 1978, Jerry Nolan quitte le groupe, détruisant The Heartbreakers alors plongé dans la drogue. Walter Lure participe par la suite à quelques albums des Ramones tout en gardant contact avec Johnny Thunders et les Heartbreakers (avec lesquels il effectue un dernier concert à New York en 1989).
À la fin des années 1970 et 1980, Walter Lure forme quelques groupes avant de fonder The Waldos, qui publie l'album Rent Party en 1995. Il est avec The Waldos, groupe avec lequel il effectue plusieurs spectacles aux alentours de New York.
Il est décédé le 21 août 2020,.